# Olga Albizu
Olga Albizu, nacida en 1924 en Ponce , Puerto Rico y fallecido el 30 de julio de 2005 en Nueva York , fue una pintora del Expresionismo abstracto.

## Datos biográficos
Nació y creció en Puerto Rico, donde estudió pintura con el pintor español Esteban Vicente de 1943 al 1947. Recibió el título de B.A. en la Universidad de Puerto Rico en 1946.
Se trasladó a la ciudad de Nueva York como parte de un intercambio de trabajo de postgrado en la Liga de estudiantes de arte de Nueva York en 1948. Tras esto, siguió su formación en Europa, continuando estudios en la Académie de la Grande Chaumière de París y en la Accademia di Belle Arti de Florencia. 
Posteriormente, pasó un año pintando en la Provenza, como habían hecho otros pintores anteriormente, entre ellos Van Gogh y Cézanne. En 1953 regresó a Nueva York.

## Obras
Sus obras han sido utilizadas en los diseños de varias carátulas de discos, incluso entre ellos algunos álbumes de Stan Getz.